# Lamprodila sakaii
Lamprodila sakaii es una especie de escarabajo barrenador metálico del género Lamprodila, de la familia Buprestidae, orden Coleoptera.

## Distribución
Se distribuye por la región indomalaya.

## Taxonomía
Fue descrita por Akiyama & Ohmomo en 1993.